# Северн, Джозеф
Джозеф Северн (англ. Joseph Severn; 7 декабря 1793, Хокстон близ Лондона — 3 августа 1879, Рим) — английский рисовальщик и живописец, портретист, иллюстратор. Дипломат. Романист. Друг английского поэта Джона Китса.

## Биография
Джозеф родился в семье учителя музыки. Он был старшим сыном из семи детей; два его брата, Томас (1801—1881) и Чарльз (1806—1894), стали профессиональными музыкантами, а сам Северн был искусным пианистом. В ранние годы он занимался портретной миниатюрной живописью. В возрасте четырнадцати лет Джозеф стал учеником гравёра Уильяма Бонда.

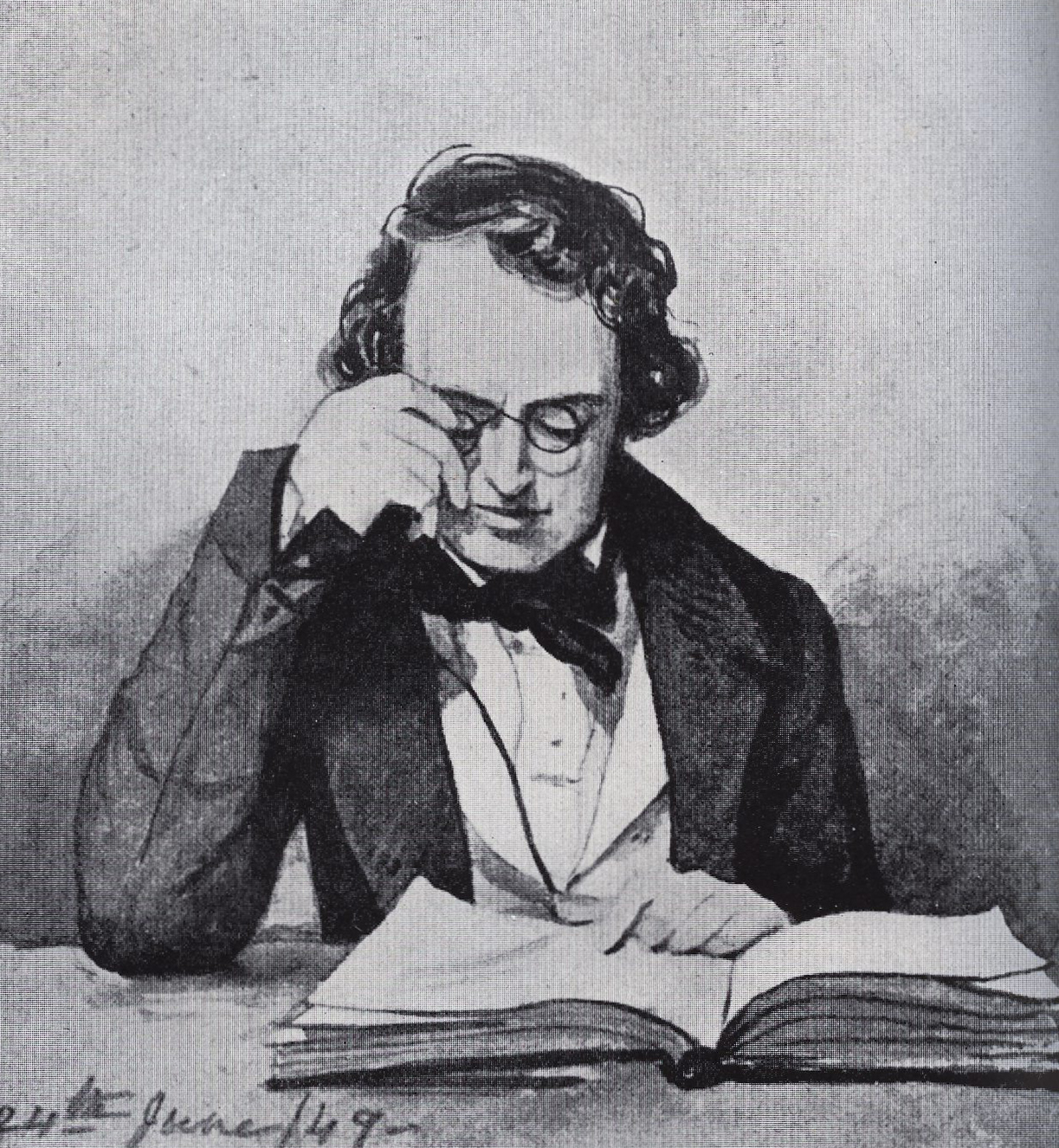
Дж. Северн. Рисунок его дочери Мэри. 1849

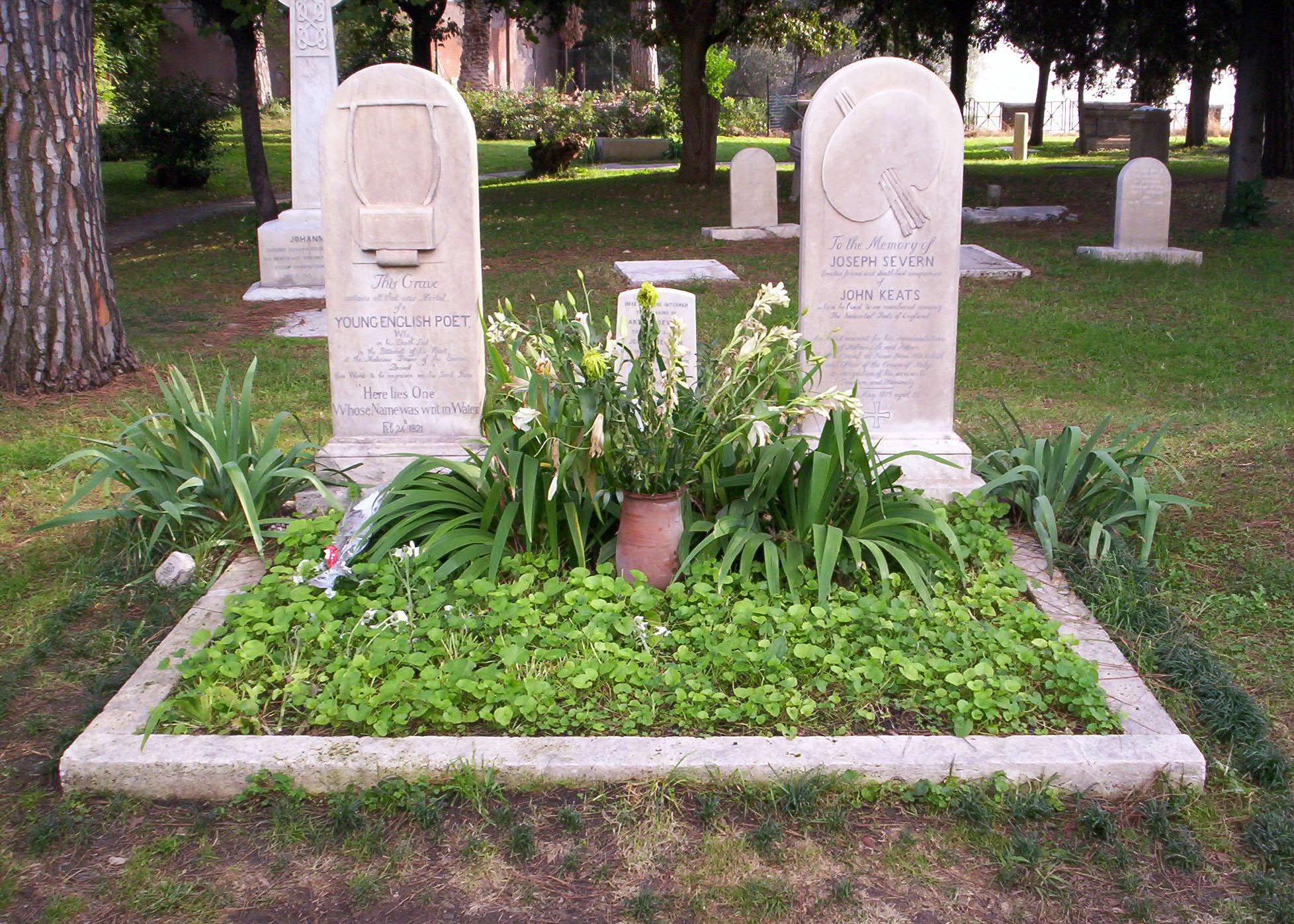
Совместная могила Дж. Северна (справа) и Дж. Китса на Римском некатолическом кладбище

В 1815 году Джозеф Северн был принят в школу Королевской академии художеств в Лондоне и показал на академической выставке 1819 года свою первую работу маслом «Гермия и Елена» по мотивам пьесы Шекспира «Сон в летнюю ночь» вместе с портретной миниатюрой «Дж. Китс, эсквайр» в Королевском музее. Вероятно, впервые он встретился с поэтом Джоном Китсом весной 1816 года.
В 1819 году Северн был награжден золотой медалью Королевской академии за картину «Уна и рыцарь Красного Креста в пещере отчаяния», вдохновленную эпической поэмой Эдмунда Спенсера «Королева фей».
В 1820 году Джозеф получил награду и трёхлетнюю стипендию на поездку в Италию. 17 сентября 1820 года Северн отправился на борту «Марии Кроутер» из Англии вместе с Джоном Китсом в Рим. Китс и Северн знали друг друга в Англии, но были лишь мимолётными знакомыми. И все же именно Северн согласился сопровождать поэта в Рим. Одной из целей путешествия было вылечить затяжную болезнь Китса, которой, как он подозревал, был туберкулез. В Риме они жили в квартире на площади Испании, в доме № 26 у правого нижнего угла Испанской лестницы с видом на знаменитый «Фонтан Баркачча». Северн ухаживал за Китсом вплоть до его смерти 23 февраля 1821 года, через три месяца после их прибытия в Рим.
В Италии помимо всего Северн оказался гидом молодого английского художника и писателя Джона Рёскина. В Риме Северн также встретил будущего знаменитого скульптора Антонио Канову. Именно в Риме в 1820-х и 1830-х годах Джон Северн стал успешным и разносторонним художником. Он писал миниатюры и запрестольные образы, пейзажи и фрески, исторические и религиозные сцены, а также сюжеты из Библии, греческой мифологии и Шекспира. Его картины итальянской крестьянской жизни и пасторальные жанровые сцены были популярны среди британских путешественников и художник получал множество заказов на подобные работы.
Северн также сыграл важную роль в основании Британской академии искусств в Риме, которая получила поддержку таких влиятельных фигур, как герцог Девонширский, Джон Флаксман и сэр Томас Лоуренс. Просторная квартира Северна на Виа ди Сан-Исидоро стала оживлённым центром академической жизни.
В 1833 году Джозеф Северн был избран почётным членом Национальной академии дизайна в Нью-Йорке.
По возвращении в Англию в 1841 году для Северна настали тяжёлые времена, он отчаянно пытался заработать достаточно денег, чтобы прокормить свою растущую семью, выполняя заказные портреты. Но он так и не смог достичь прежнего художественного успеха в Риме и в конечном итоге в 1853 году был вынужден бежать от своих кредиторов на остров Джерси.
В 1861 году Северн был назначен британским консулом в Риме и занимал эту должность до 1872 года. Это было время волнений по поводу объединения Италии. За несколько месяцев до прибытия Северна в Рим Гарибальди захватил Неаполитанское королевство, и вся Южная Италия и Сицилия были присоединены к новому Королевству Италии. Многие королевства, княжества и герцогства на итальянском полуострове объединились под руководством Виктора Эммануила II, но Рим и его окрестности остались осколками Папской области. Так было на протяжении большей части пребывания Северна на посту консула, поскольку папе Пию IX удавалось сохранить хрупкую власть, полагаясь на гарнизон французских войск для контроля над Римом. Хотя официальная позиция британского правительства по «римскому вопросу» заключалась в нейтралитете и невмешательстве, Северн часто предпринимал дипломатические действия, которые его начальство считало выходящими за рамки мандата консула. В нескольких случаях, например, он использовал свою должность для освобождения итальянских политических заключенных. Однако его знание итальянского языка, приветливость и хороший юмор часто помогали в качестве посредника между папским двором и британским правительством. Во многих случаях он мог дать совет и защиту британским гостям, оказавшимся в неловких ситуациях. Однако в конце концов в 1872 году он ушёл с должности консула.
В 1828 году Северн женился на Элизабет Монтгомери, естественной (то есть внебрачной) дочери Арчибальда, лорда Монтгомери (1773—1814) и подопечной леди Уэстморленд, одной из покровительниц художника в Риме. У них было семеро детей, трое из которых стали выдающимися художниками: Уолтер и Артур Северн и Энн Мэри Ньютон, вышедшая замуж за археолога и хранителя древностей Британского музея Чарльза Томаса Ньютона. Мэри сделала успешную карьеру художника в Англии, какое-то время поддерживая семью и написав ряд портретов королевской семьи. Её ранняя смерть от кори в возрасте 32 лет стала трагедией для Джозефа. В 1871 году Артур Северн женился на Джоан Рёскин Агнью, двоюродной сестре Джона Рёскина. У Севернов был ещё один ребенок, Артур, который умер в младенчестве в результате несчастного случая в детской кроватке. Он похоронен между Китсом и Северном на Римском некатолическом кладбище.
Джозеф Северн умер 3 августа 1879 года в возрасте 85 лет и был похоронен на Римском некатолическом кладбище рядом с Джоном Китсом. Оба надгробия стоят до сих пор.

## Творчество
Джозеф Северн известен многочисленными портретами, в том числе, Джона Китса, Шелли, Роберта Вильгельма Бунзена. Наиболее известный миниатюрный портрет Китса (1819) хранится в Музее Фицуильяма в Кембридже, набросок пером и тушью «Китс на смертном одре» (1821) в доме Китса-Шелли в Риме, картина маслом с изображением читающего поэта (1821—1823) в Национальной портретной галерее. В 1860-х годах Северн создал по памяти несколько повторений этих портретов, поскольку репутация Китса продолжала расти. Самыми влиятельными из ранних итальянских жанровых картин Северна являются «Винтаж», написанный по заказу герцога Бедфорда в 1825 году, и «Фонтан» (Королевский дворец, Брюссель), заказанный Леопольдом I Бельгийским в 1826 году. Последняя картина, вероятно, повлияла на основную работу Тёрнера «Вид на Орвието». Одна из самых выдающихся работ Северна — «Изморозь древнего моряка» (1839), основанная на знаменитом стихотворении Сэмюэля Кольриджа, недавно проданная на аукционе «Сотбис» за 32 400 фунтов стерлингов. Другой исторический предмет, «Отречение Марии, королевы Шотландии», был продан за 115 250 фунтов стерлингов на аукционе Sotheby’s в Глениглсе 26 августа 2008 года.
Северн также создал многие другие произведения, основанные на литературных произведениях, большой алтарь для церкви Сан-Паоло-фуори-ле-Мура в Риме, а также множество портретов государственных деятелей и аристократов. Последней картиной, которую он выставил в Королевской академии, была сцена из «Пустынной деревни» Оливера Голдсмита в 1857 году.
Работы художника ныне хранятся в музеях Лондона, включая Национальную портретную галерею, музее Виктории и Альберта и Британской галерее Тейт.

## Галерея

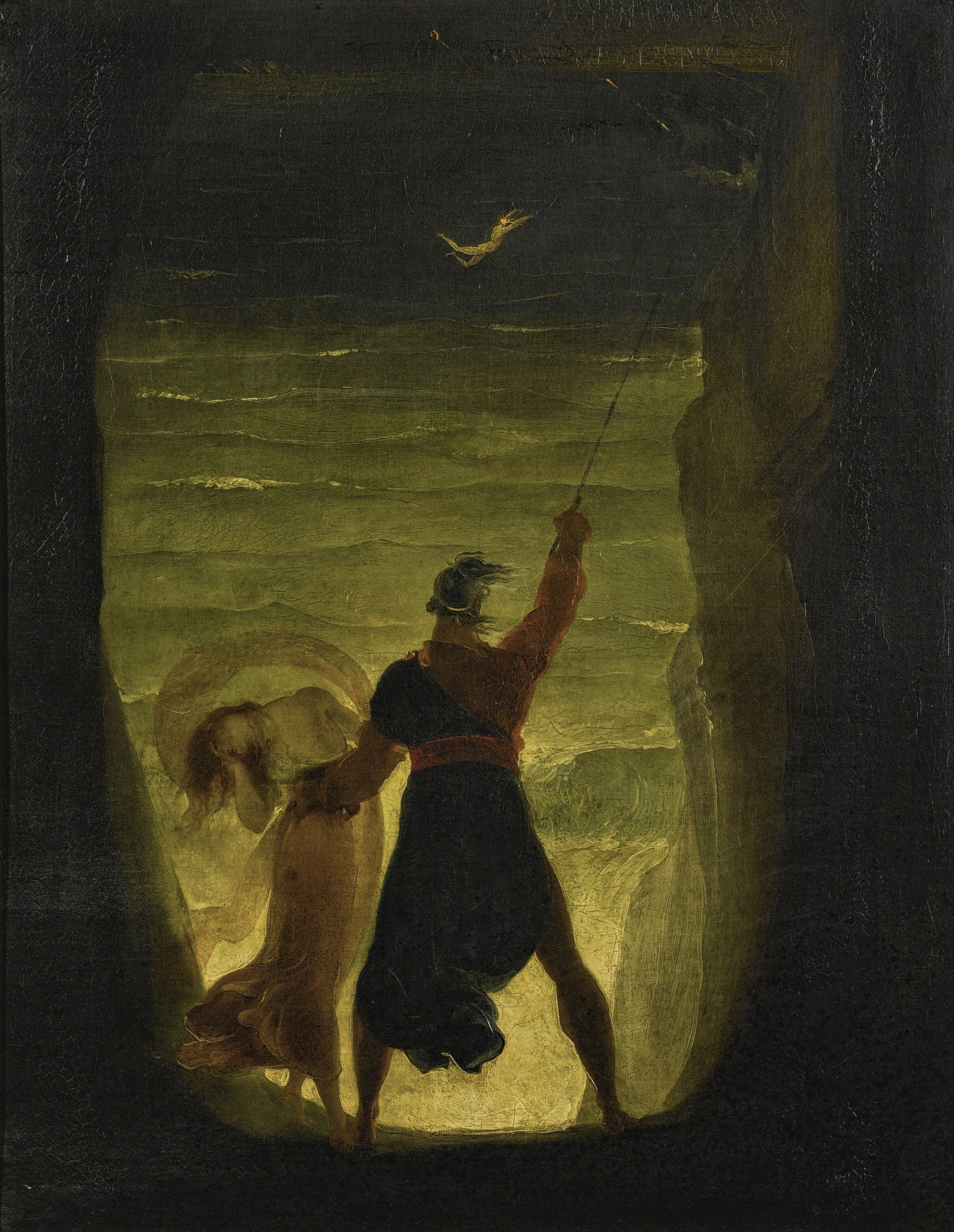
Просперо и Ариэль. Сцена по пьесе У. Шекспира «Буря». Холст, масло. Частное собрание
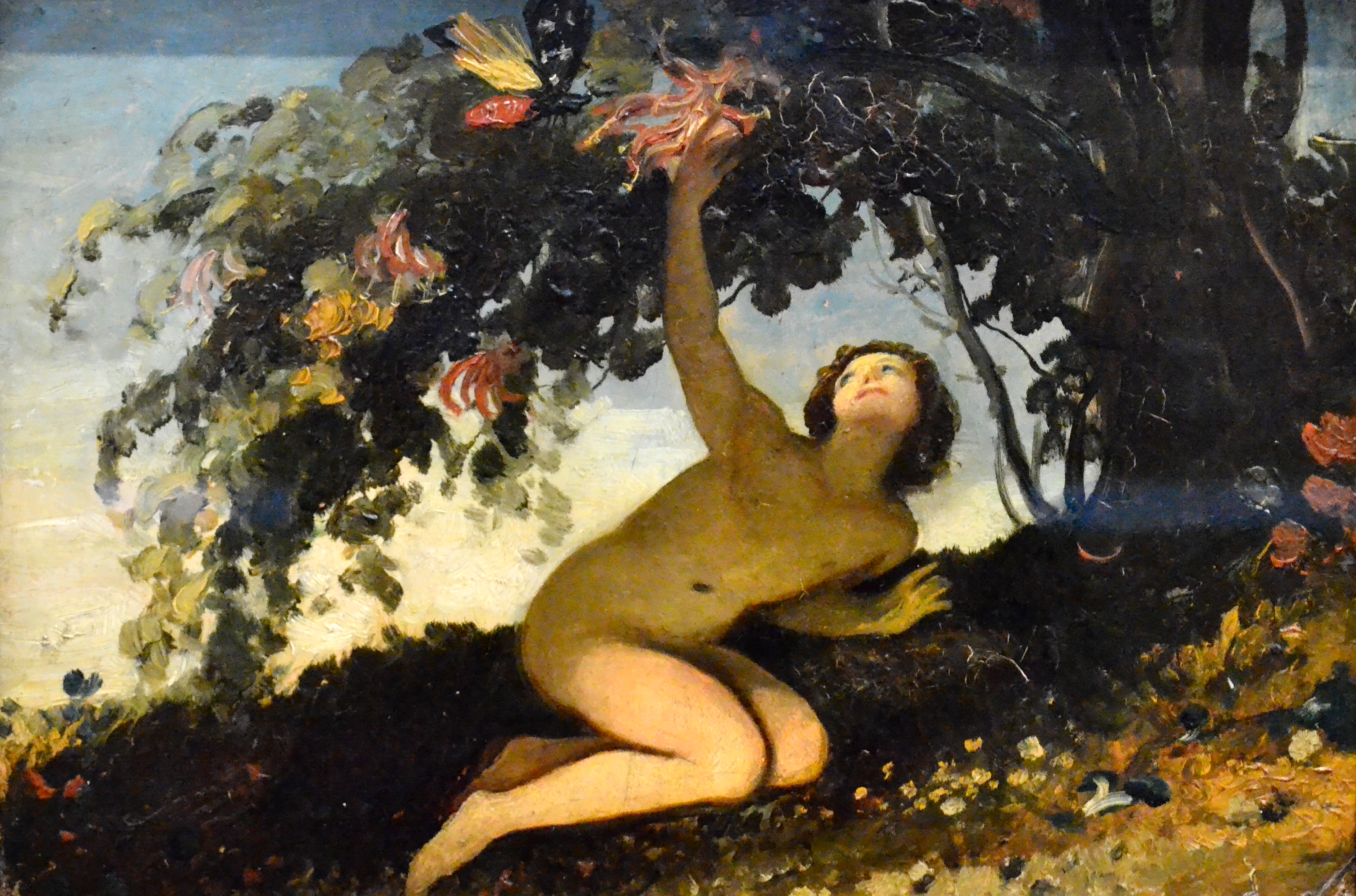
Ариэль: Там, где пчела собирает мёд. По пьесе У. Шекспира «Буря».  Ок. 1826. Холст, масло. Музей Виктории и Альберта, Лондон
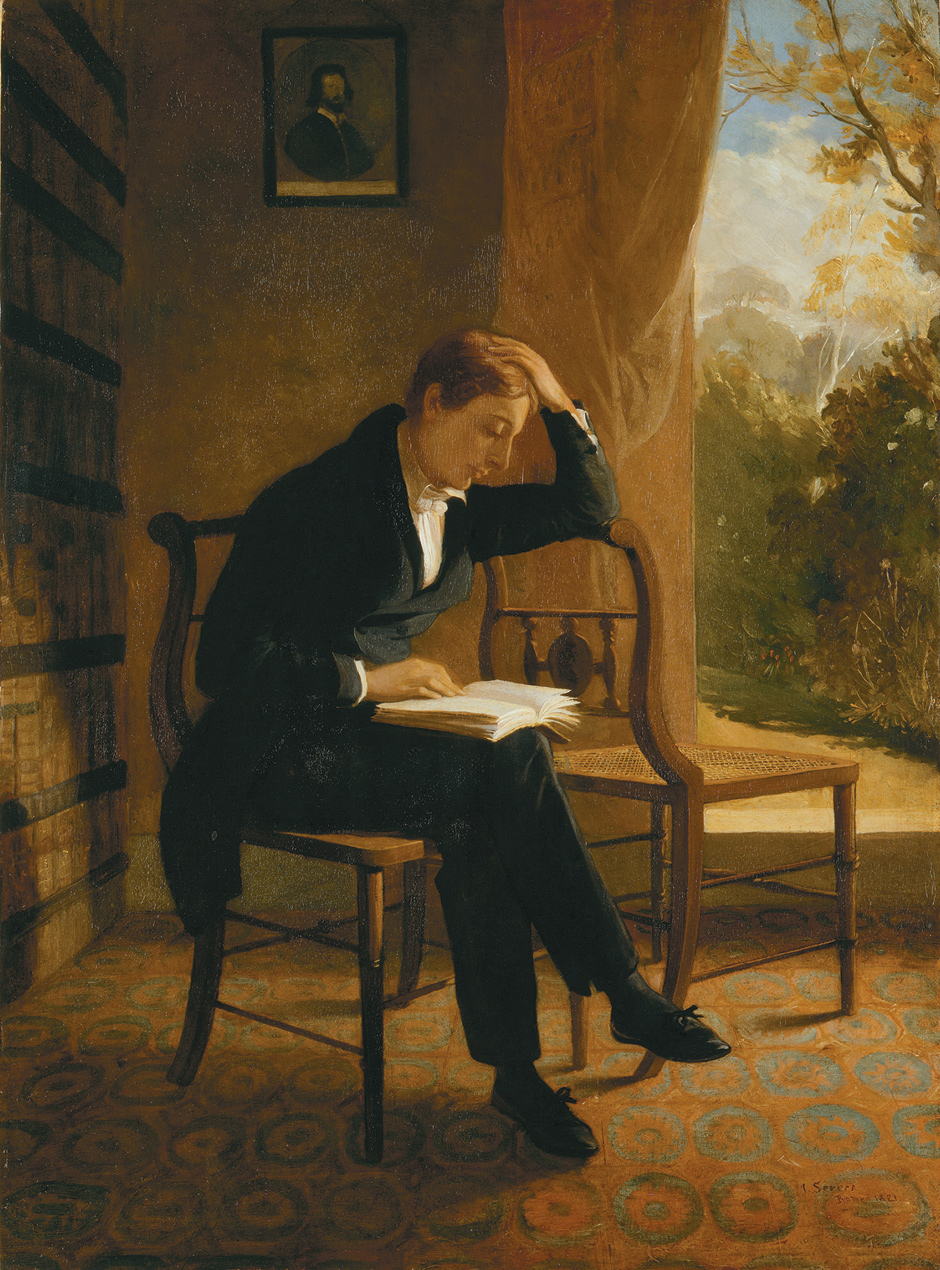
Джон Китс. Между 1821 и 1823. Холст, масло. Национальная портретная галерея, Лондон
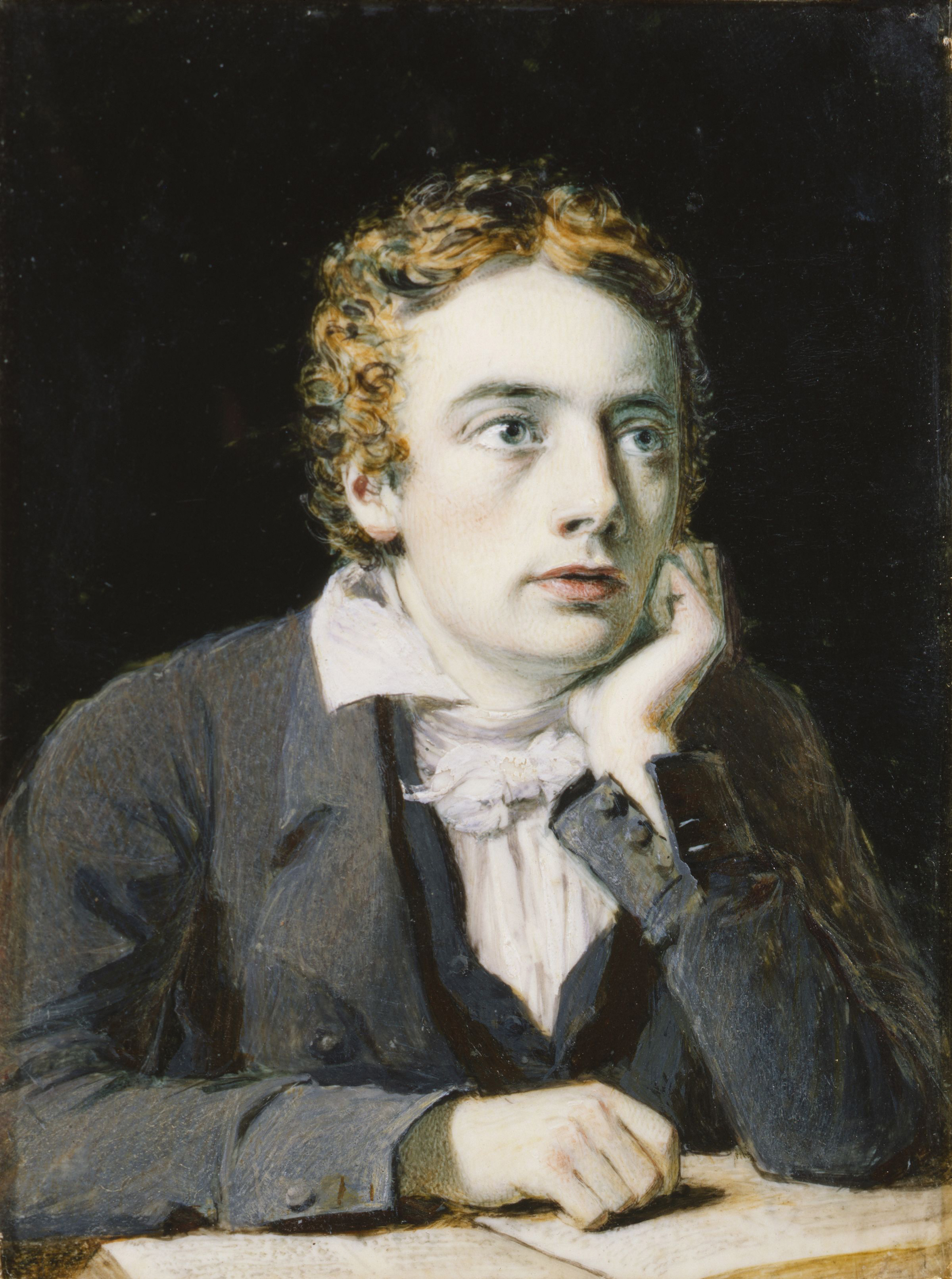
Джон Китс. Миниатюра. 1819. Слоновая кость, масло.
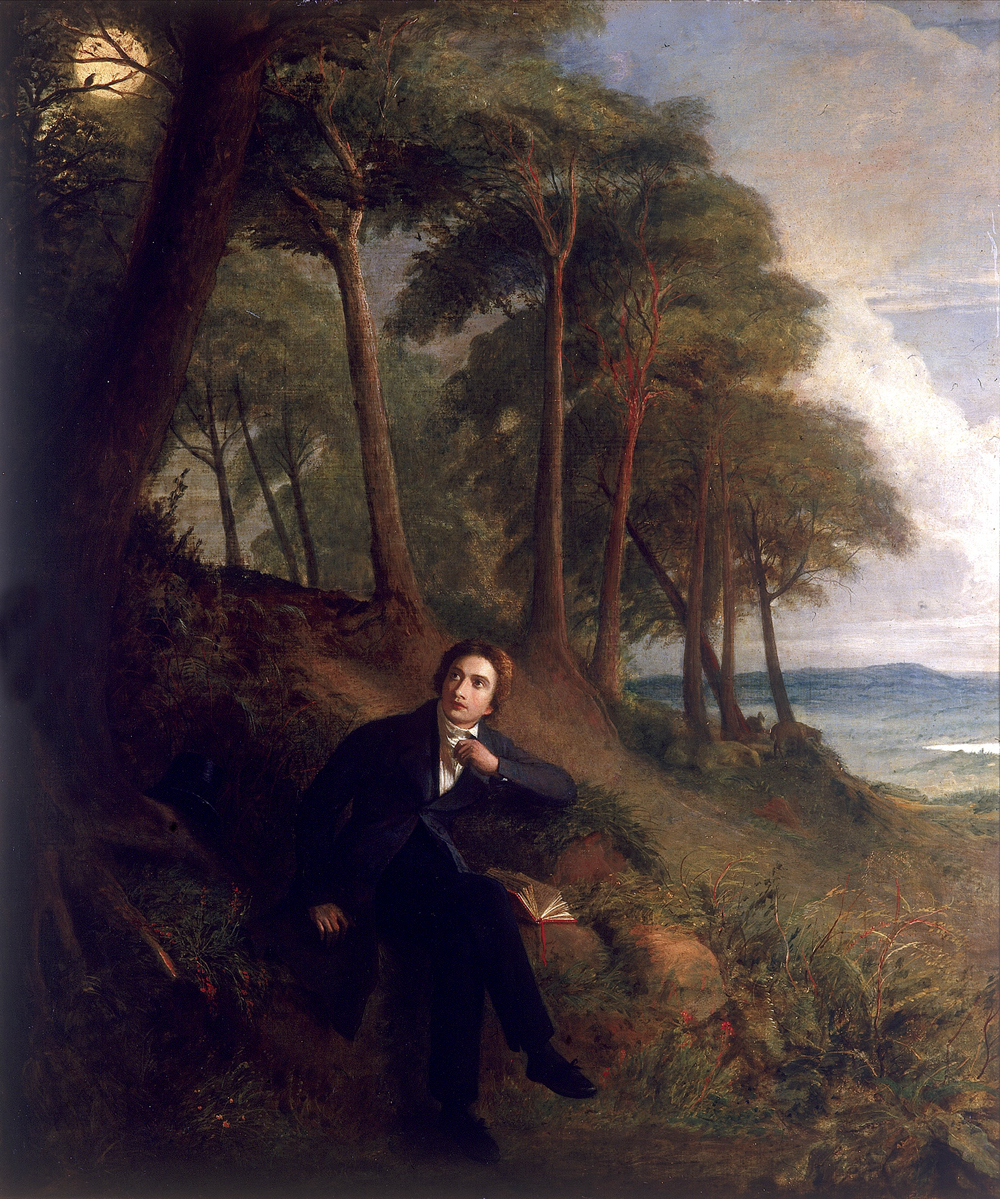
Портрет Китса, слушающего соловья в Хампстед-Хит в Лодоне. 1845
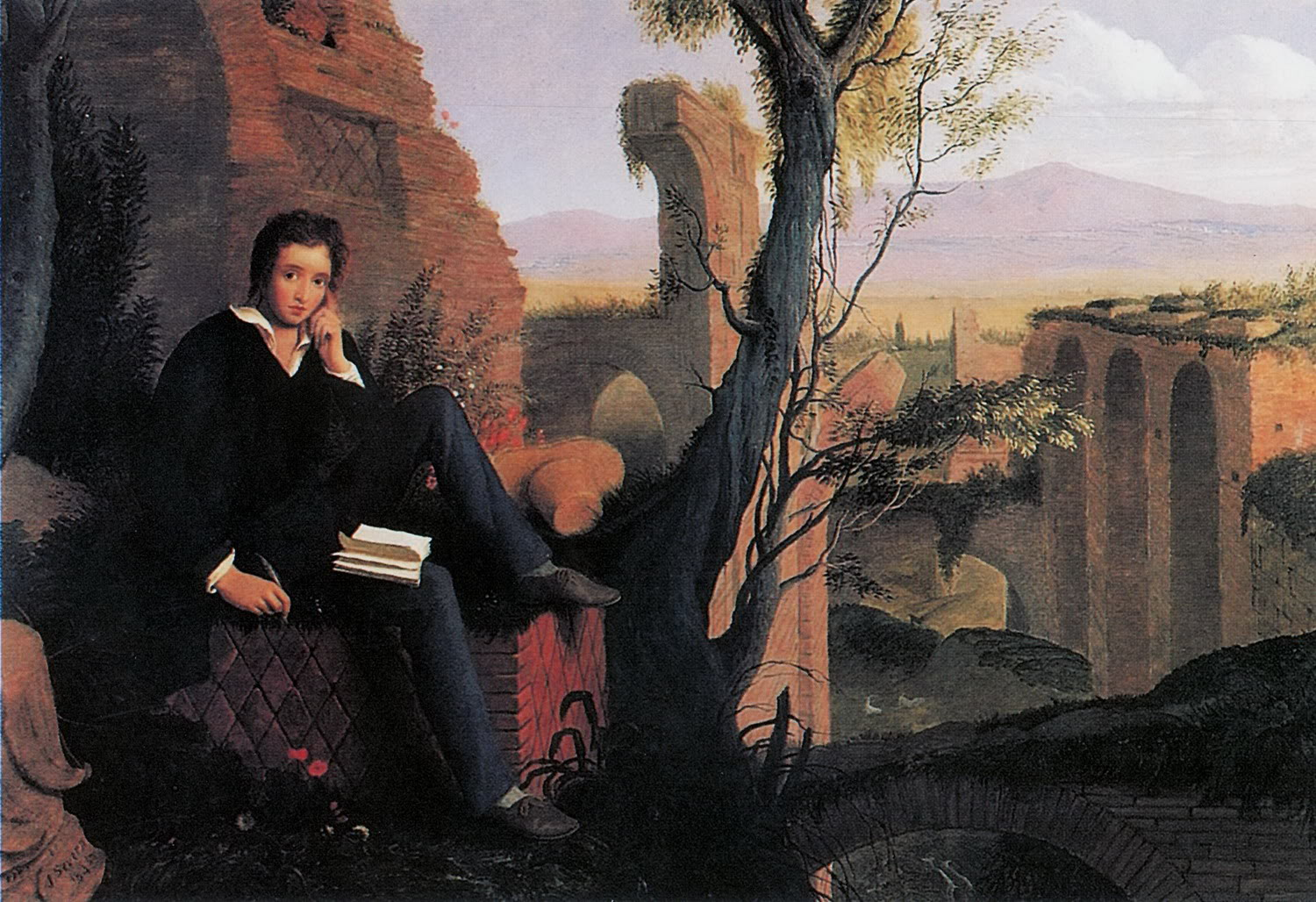
Посмертный портрет поэта Шелли, пишущего «Освобождённого Прометея» 1845. Холст, масло. Дом Китса-Шелли в Риме
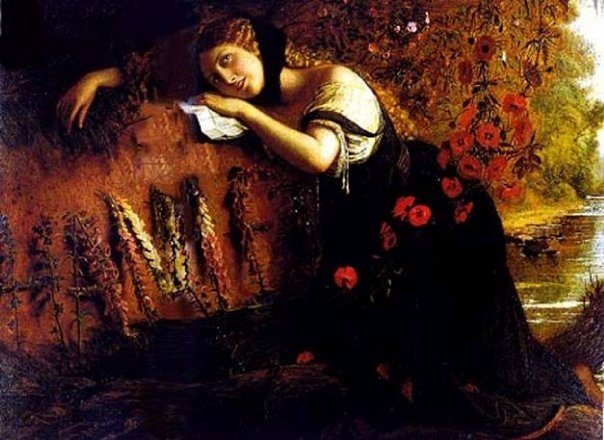
Офелия. 1831